# What About Us?
Pour les articles homonymes, voir What About Us.
Singles de Brandy
Another Day in Paradise
(2001) Full Moon
(2002)
What About Us? est une chanson interprétée par l'artiste américaine Brandy, sortie en single le 1er janvier 2002 et issue de son troisième album Full Moon.

## Classements hebdomadaires
| Classement (2002)                       | Meilleure position |
| --------------------------------------- | ------------------ |
| Allemagne (Media Control AG)            | 13                 |
| Australie (ARIA)                        | 6                  |
| Autriche (Ö3 Austria Top 40)            | 40                 |
| Belgique (Flandre Ultratop 50 Singles)  | 20                 |
| Belgique (Wallonie Ultratop 50 Singles) | 13                 |
| Danemark (Tracklisten)                  | 7                  |
| Écosse (OCC)                            | 8                  |
| États-Unis (Hot 100)                    | 7                  |
| États-Unis (R&B/Hip-Hop Songs)          | 3                  |
| France (SNEP)                           | 24                 |
| Irlande (IRMA)                          | 17                 |
| Italie (FIMI)                           | 26                 |
| Norvège (VG-lista)                      | 11                 |
| Nouvelle-Zélande (RMNZ)                 | 8                  |
| Pays-Bas (Nederlandse Top 40)           | 15                 |
| Royaume-Uni (UK Singles Chart)          | 4                  |
| Royaume-Uni (UK R&B Chart)              | 1                  |
| Suède (Sverigetopplistan)               | 16                 |
| Suisse (Schweizer Hitparade)            | 8                  |